# Heintje – Mein bester Freund
Heintje – Mein bester Freund ist ein deutscher Musik- und Familienfilm des Regisseurs Werner Jacobs. Neben Heintje spielen Heinz Reincke und Gudrun Thielemann die Hauptrollen. Die Uraufführung des Films erfolgte am 12. November 1970.

## Handlung
Heintje Fleming lebt bei seiner alleinerziehenden Mutter Franziska, die einen kleinen Blumenladen betreibt. Einen Tag bevor Heintje in ein Ferienlager verreisen soll, erscheint im Laden der Vermieter Kleinschmidt, um den Mietvertrag zu kündigen. Auf dem Dachboden findet Heintje zufällig alte Zeitungsausschnitte über seinen geschiedenen Vater, den berühmten Rennfahrer Peter Fleming. Kurzerhand beschließt der Junge, sich auf die Suche nach seinem Vater zu machen. Während sein Freund Walter aus dem Ferienlager fingierte Briefe an die Mutter schickt, führt Heintjes Spur über Hamburg und Norderstedt nach Bremen.
Peter Fleming tritt dort unter dem Namen Knut bei einer Stuntshow auf. Da Heintje verhindern kann, dass zwei Reporter Fotos von Peter machen, wird er in dessen Haus eingeladen. Noch ahnt der Rennfahrer nicht, dass es sich bei dem Jungen um seinen Sohn handelt. Als Peter Fleming für die Konstruktion eines neuen Rennwagens verreisen muss, begibt sich Heintje wiederum nach Hamburg. Auf der Suche nach einer Bleibe lernt er den Straßenmusiker Aljocha kennen, in dessen Datsche er übernachtet.
Peter erfährt unterdessen von seinem Chef Hartmann, dass er aufgrund einiger Misserfolge keine Rennen mehr fahren wird. Als er mit seinem Freund Max wieder nach Hause kommt, werden die beiden bereits von Heintje erwartet. Der gibt sich immer noch nicht als Peters Sohn zu erkennen und behauptet stattdessen, ein Fan zu sein. Zu Heintjes Enttäuschung taucht dort eine gewisse Sylvia auf, die es nach ihrer Scheidung wieder auf Peter abgesehen hat.
Als Heintje und Aljocha von der Polizei aufgegriffen werden, holt Peter den Jungen von der Wache. Wenig später erfährt er, dass er bei einem Autorennen auf dem Nürburgring für einen ausgefallenen Fahrer einspringen soll. Sylvia kommt hinter die wahre Identität Heintjes und will Peter alles verraten. Daraufhin entreißt Heintje ihr seinen Pass und wird von einem Auto erfasst. Peter, der kurz danach an die Unfallstelle kommt, erfährt nun, dass es sich bei dem verunglückten Jungen um seinen Sohn handelt.
Peter ruft aus dem Krankenhaus Franziska an. Diese macht sich sofort auf dem Weg dorthin. Heintje, der eine Kopfverletzung erlitten hat und zwischenzeitlich aufwacht, wünscht sich ausdrücklich, dass Peter am Rennen teilnimmt. Tatsächlich begibt er sich zum Nürburgring. Unterdessen trifft Franziska Fleming im Krankenhaus ein. Nachdem Heintje aufgewacht ist, verfolgen beide das Rennen im Radio. Peter Fleming gewinnt in letzter Sekunde das Autorennen. Noch im Krankenhaus versöhnt er sich mit Franziska.

## Hintergrund
Nach Heintje – Ein Herz geht auf Reisen und Heintje – Einmal wird die Sonne wieder scheinen handelte es sich hierbei um den dritten und letzten Film einer Trilogie, die den erfolgreichen Kinderstar in der Hauptrolle zeigte. Die Regie übernahm der bewährte Werner Jacobs, mit dem Heintje auch 3 Filme der Reihe Die Lümmel von der ersten Bank drehte. Die Filmaufnahmen fanden 1970 unter anderem in West-Berlin, Hamburg und auf dem Nürburgring in der Eifel statt. Verantwortlicher Filmarchitekt war Ernst H. Albrecht. Die FSK gab den Film am 10. November 1970 ab sechs Jahren frei. Die Uraufführung fand am 12. November statt.

### Kurzauftritt von Heintjes Eltern
Die echten Eltern des Hauptdarstellers Hein Simons haben im Film einen kurzen Gastauftritt. In der Szene, in der Heintje mit dem Bus fährt, sitzen sein Vater und seine Mutter auf den Plätzen direkt hinter ihm.

## Musik
Während die übrige Filmmusik aus der Feder von Raimund Rosenberger stammt, sind im Film vor allem zahlreiche Schlager zu hören. Heintje sang folgende Titel:
- Das ist für die großen da
- Deine Träume – meine Träume
- Wenn der Sommer kommt
- Deine Tränen sind auch meine
- Der schönste Tag in deinem Leben

Gemeinsam mit dem Don Kosaken Chor Serge Jaroff sang er:
- Abendglocken
- Eintönig hell klingt das Glöcklein

Ohne Heintje ist der Don Kosaken Chor mit dem Stück Kalinka und dem Lied der Wolgaschlepper zu hören.

## Kritik
„Sogenannte volkstümliche Unterhaltung mit verlogener Weltbeschreibung. Von den Situationen über Typen und Dialoge bis zu den Liedern des damaligen Kinderstars Heintje ist alles raffiniert-simpel auf goldschnitthafte Menschlichkeit und Welt zugebastelt: eine verlogene Vorspiegelung von heiler oder allenfalls scheingefährdeter Welt voller Sauberkeit.“

„Geschäftstüchtig auf Breitenwirkung zugeschnittene Familienunterhaltung mit etwas viel Gefühl, insgesamt aber doch erträglich.“